# Rafaela López Aguado de Rayón
María Josefa Rafaela López Aguado de Rayón (Michoacán, Nueva España, 1754-1822) heroína de la Independencia de México por ser madre los cinco hermanos López Rayón, quienes combatieron en dicha guerra, destacando el mayor de ellos, el general Ignacio López Rayón secretario de Hidalgo.[cita requerida]

## Vida
Descendiente de una antigua familia española, asentada desde hace tiempo en Maravatío,Michoacán y remontada hasta la conquista la Señora Rafaela López Aguado radicaba en el poblado de Tlalpujahua.
Contrajo matrimonio con Andrés López Rayón, con quién se encontraba emparentada y el cual se dedicaba al negocio de la minería.
Tuvo cinco hijos: Ignacio, Ramón, José María, Rafael y Francisco; de los cuales el primero fue quién se entregó de principio a la causa independiente en 1810 y quién luego convencería a los restantes a unirse a la lucha.
En el mes de diciembre del año 1815, todavía durante la lucha armada, su hijo menor Francisco cayo prisionero de los realistas y condenado a muerte en Ixtlahuaca, hoy Estado de México por lo que se le ofreció a doña Rafaela el perdón de la vida de su hijo a cambio de mediar con los restantes y convencerles de deponer las armas. En dicha tribulación, se le atribuye la siguiente respuesta al comandante Aguirre: «Prefiero un hijo muerto que traidor a la Patria».